# 石澳後灘

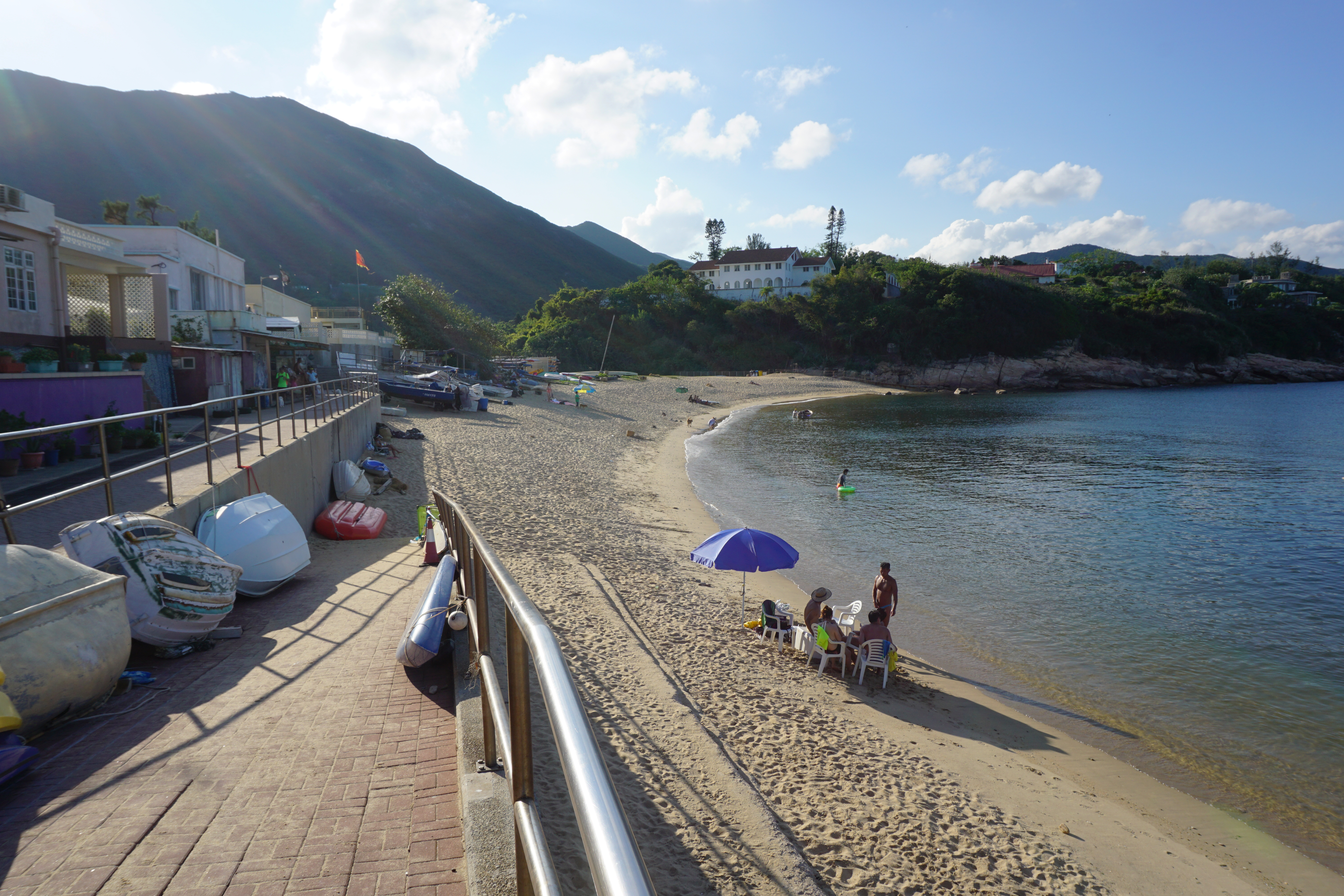
石澳後灘

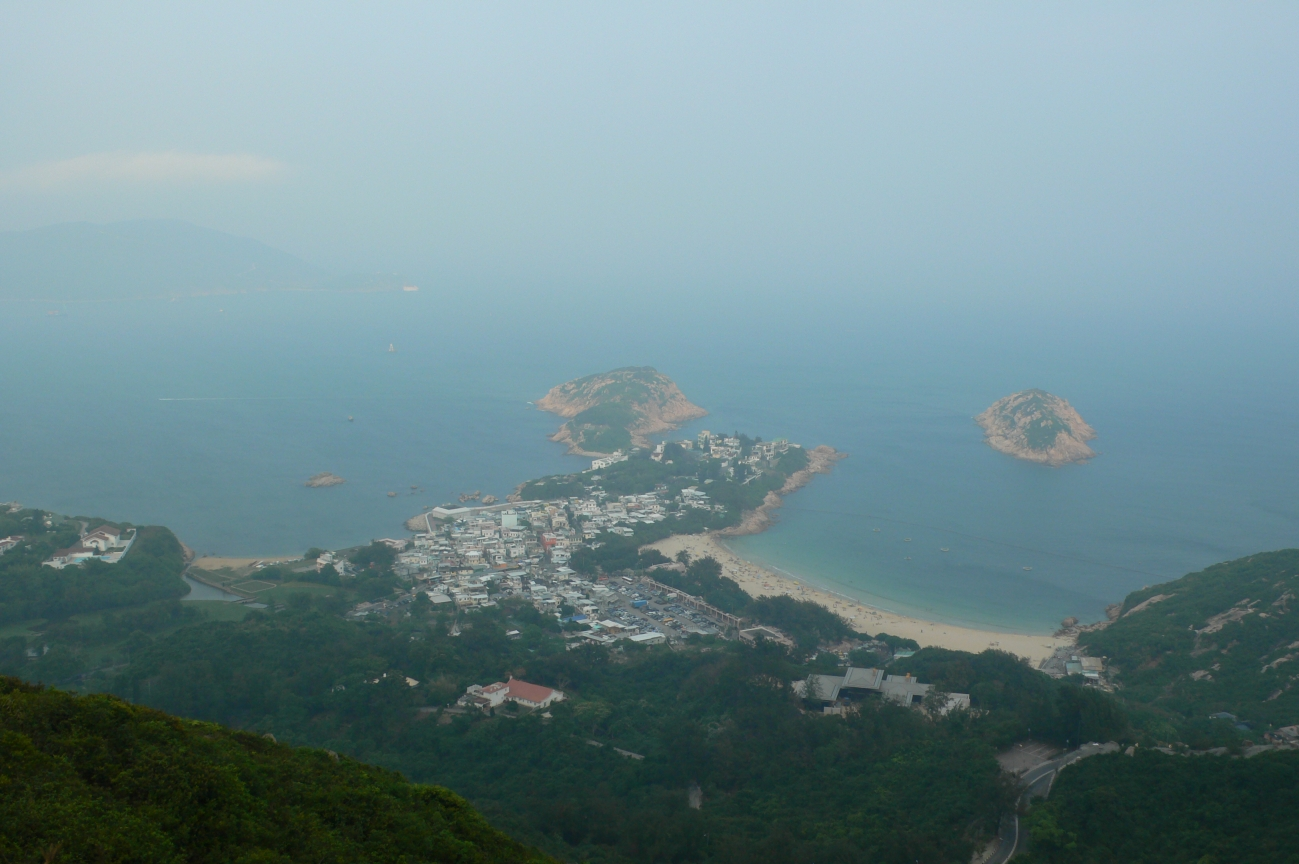
遠眺石澳後灘（左），右為石澳泳灘

石澳後灘，全稱石澳後灘泳灘，是香港南區一個泳灘，位於香港島東南部的石澳，石澳泳灘的後面，由康樂及文化事務署管理。由於石澳後灘的水流較為湍急，加上水底不太平坦，故當局未有開放此泳灘作游泳之用。此泳灘現時多用作影片和音樂錄影帶取景的用途。